# Bandera de Barbanegra
La supuesta bandera de Barbanegra consiste en un esqueleto con cuernos que utiliza una lanza para atravesar un corazón sangrante. Se suele atribuir al pirata Edward Teach, más conocido como Barbanegra. Sin embargo, a diferencia de la creencia popular, no existe una descripción exacta de ninguna bandera específica utilizada por Barbanegra durante su actividad pirata, más allá del uso de banderas negras o «banderas de sangre». Los registros que datan de 1723 hablan de una bandera del mismo diseño o muy similar que fue utilizada por piratas, pero no por Barbanegra en particular.

## Historia
Durante la edad de oro de la piratería, Barbanegra (c. 1680 - 1718) fue uno de los piratas más infames de los mares. La única constancia que existe de la bandera que enarbolaba data de 1718, cuando un periódico informó de que la flota de Barbanegra, incluido su buque insignia, el Venganza de la Reina Ana, durante un ataque al Protestant Caesar, enarboló banderas negras con calaveras y «banderas de sangre».
A raíz del renacimiento del interés por la piratería en el siglo XX, la bandera con el esqueleto con cuernos y el corazón sangrante apareció por primera vez en un artículo de la revista The Mariner’s Mirror como bandera general de piratas en 1912, pero en el artículo no se afirmaba que fuera la bandera de Barbanegra. Más tarde, hacia la década de 1970, empezó a describirse como la bandera de Barbanegra y a menudo se utilizó como tal en libros y programas de televisión que lo mostraban. Algunas instituciones académicas, como el Smithsonian, también la han descrito incorrectamente como la bandera de Barbanegra.

## Diseño
El diseño de la bandera consistía en un esqueleto con cuernos que levantaba un reloj de arena «brindando por el Diablo» en su mano derecha. En la mano izquierda, el esqueleto sostenía una lanza que apuntaba hacia un corazón rojo con tres gotas de sangre roja debajo, supuestamente para indicar que no se daría cuartel. El historiador E. T. Fox afirmaba que el diseño de esta bandera no habría sido de origen pirata en el siglo XVIII porque, si el esqueleto pretendía representar al Diablo, entonces no habría sido un esqueleto, y si se suponía que representaba a la Muerte, entonces no habría tenido cuernos. La mayoría de las banderas piratas de la época utilizaban imágenes sencillas basadas en los símbolos cristianos de la mortalidad. Edward Low, Francis Spriggs y Charles Harris utilizaron banderas de diseño similar.